# Phibalura flavirostris
El cotinga tijereta (Phibalura flavirostris), también denominado tesorito (en Argentina y Paraguay), anambé cola de tijera o cotinga cola de golondrina (en Argentina), es una especie de ave paseriforme de la familia Cotingidae, una de las dos pertenecientes al género Phibalura. Es nativa del centro orieintal de América del Sur. 

## Distribución y hábitat
Se distribuye por el sureste de Brasil (desde el centro de Bahía, sur de Goiás, Minas Gerais y Espírito Santo hacia el sur hasta Río Grande del Sur) y Paraguay y la provincia de Misiones al noreste de Argentina.
Esta especie es considerada poco común y local en su hábitat natural, los bordes del bosque y también en claros arbolados en la Mata atlántica por debajo de los 1400 m de altitud. Anida en el verano en las partes más altas de su hábitat y desciende a las tierras bajas en invierno.

## Descripción
Mide entre 21 y 22 cm de longitud. El macho tiene la cabeza negruzca con brillo azul, con una mancha roja en la corona roja, anillo ocular rosado y franja superciliar borrosa gris pardusca; la garganta y las mejillas son de color amarillo dorado; una línea blanca de detrás de los auriculares conecta con el pecho blanco, que presenta barras negras; el resto de las partes inferiores son de color amarillo, brillante en la región infracaudal, con escasas rayas oscurasen los ejes de las plumas; las partes superiores son de color oliva amarillento con barras gruesas negruzcas, más densa en la nuca; las alas son negruzcas con manchas gris claras en las terciarias; la cola es larga y bifurcada, negruzca con la base de las rectrices externas oliváceas, a menudo separadas en forma de 'V'. La hembra es más gris en la cabeza, menos blanca en el cuello, con las alas más oliváceas y la cola más corta.

## Estado de conservación
El cotinga tijereta había sido calificado como «casi amenazado» por la Unión Internacional para la Conservación de la Naturaleza (IUCN) hasta el año 2022 debido a la sospecha de que su población total, preliminarmente estimada en 10 000 individuos, estaba decayendo moderadamente rápido en línea con las tasas de pérdida de hábitat; sin embargo, en nueva evalución realizada en aquel año, fue re-calificada como «preocupación menor» y su población total estimada entre 20 000 y 50 000 individuos maduros.

## Comportamiento

### Alimentación
Se alimenta de frutos (principalmente de bayas de múerdago e insectos. Esta ave utiliza el ataque en vuelo para atrapar insectos, y se considera como la especie que más vuela entre los miembros de la familia Cotingidae.

### Reproducción
Construye con musgo su nido en algún árbol, generalmente en pequeñas colonias, con los nidos en diferentes árboles, separados menos de 100 m uno de otro. La hembra pone uno o dos huevos y ambos padres cuidan de los pichones.

## Sistemática

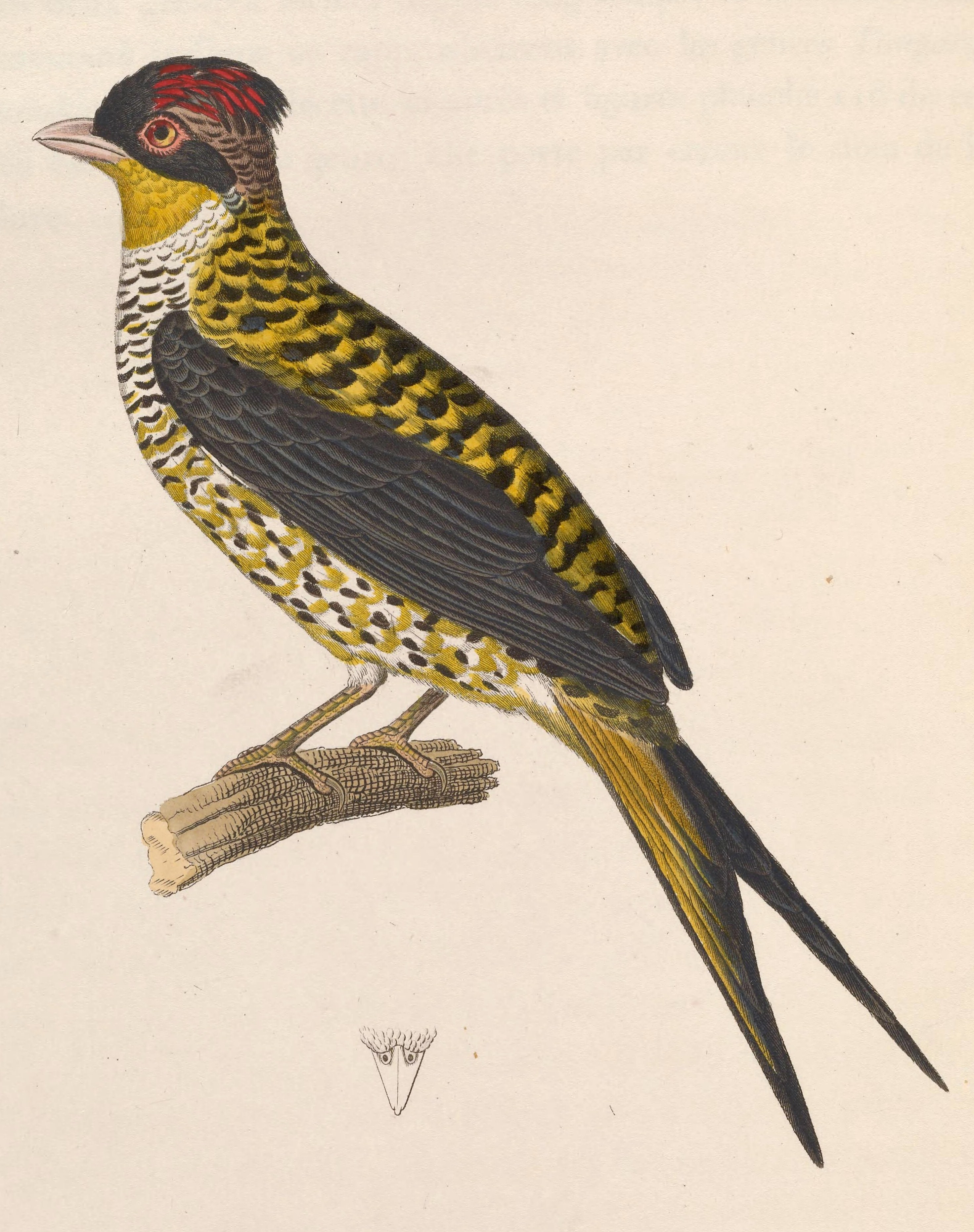
Phibalura flavirostris, ilustración de Huet le Jeune y Prêtre, en Temminck, Nouveau recueil de planches coloriées d'oiseaux, 1838.

### Descripción original
La especie P. flavirostris fue descrita por primera vez por el naturalista francés Louis Pierre Vieillot en 1816 bajo el mismo nombre científico; la localidad tipo es «Río de Janeiro, Brasil».

### Etimología
El nombre genérico femenino «Phibalura» se compone de las palabras del griego «phibalōs» que significa ‘esbelto’, y «oura» que significa ‘cola’; y el nombre de la especie «flavirostris», se compone de las palabras del latín «flavus» que significa ‘amarillo’, ‘amarillo-dorado’ y «rostris» que significa ‘de pico’.

### Taxonomía
Como lo sugiere su nombre común, ha sido tradicionalmente considerada como miembro de la familia Cotingidae, donde la sitúan varias clasificaciones como el Congreso Ornitológico Internacional (IOC)  y Clements Checklist/eBird, aunque para algunos autores es parte de la familia Tityridae. El género era colocado en Incertae sedis por el Comité de Clasificación de Sudamérica (SACC), pero, sobre la base de las evidencias genético-moleculares presentadas por Berv & Prum (2014), la Propuesta N° 726 aprobó la colocación definitiva en Cotingidae.
El taxón Phibalura boliviana es considerado como especie plena por algunas clasificaciones, como el IOC, Aves del Mundo (HBW) y Birdlife International (BLI), y como la subespecie P. flavirostris boliviana por otras, como Clements Checklist y el SACC, que rechazó (en votación muy dividida) la Propuesta N° 494 por considerar que las diferencias morfológicas, de vocalización y de comportamiento migratorio presentadas por Hennessey (2011) eran insuficientes para elevarla de rango.